# NINTENDO 64のゲームタイトル一覧
NINTENDO 64のゲームタイトル一覧（ニンテンドウろくじゅうよんのゲームタイトルいちらん）では、NINTENDO 64および64DD対応として全世界で発売されたゲームソフトおよび発売されなかったタイトルを列記する。
| 目次 | • 発売されたNINTENDO 64のタイトル• 発売された64DDのタイトル• 発売されなかったタイトル• 脚注• 参考文献 |

## 発売ソフトの形態・変遷・問題
NINTENDO 64は1996年6月23日に日本で、1996年9月29日に北米でそれぞれ発売された。ゲームタイトルを納める媒体は前機種までと同様にカートリッジが選ばれた。PlayStationやセガサターンなどの同世代機が採用した光ディスクではなくカートリッジが選択された理由はニュースサイト「フォーブス」によると「光ディスクは容量が大きいうえにロードに時間がかかるため、高速アクションの多い任天堂の作品群とは相性が悪い」「カートリッジの方がファミコン時代からユーザーに親しみがあった」ためである。
スーパーファミコンの後継機にあたるNINTENDO 64は、64ビットのCPUを搭載しており、同世代機と比較すると3Dポリゴンの演算能力に長けていた。これにより、リアルタイムでの画面生成が求められるフル3DCGゲーム（例：『スーパーマリオ64』）や、高度かつ複雑なシミュレーションゲームを実現できた。その一方、前世代機ではハードの仕様制限が明確だったのに対し、NINTENDO 64は自由度が上がった分ハードの限界があいまいになり、開発者がこれを検証するのに莫大な時間と労力を割くことになった。当時任天堂の取締役経営企画室室長を務めていた岩田聡は、2001年のアスキーとのインタビューの中で、検証作業によって開発者側の思う通りのゲーム制作ができなくなる上、開発期間も伸び、最悪発売中止にまで追い込まれたケースもあったと述べている。実際、NINTENDO 64向けに開発されていたソフトの中には、『KILLER INSTINCT』や、『Cu-On-Pa』のように、前世代機であるスーパーファミコン（またはSNES）用ソフトに変更した例もあった。
この影響もあり、ローンチタイトルの『パイロットウイングス64』をはじめ、ヒット作の多くは日本国外の開発元による作品であり、雑誌『ゲームラボ2021春夏』では、日本国外のソフトメーカーの開発力が高かったことの証左であると同時に、日本人の好みとは異なる作品が増えてしまった原因であると述べ、そのような懸念を払拭するためにソフトや販促、さらには本体の別バージョンに至るまで『ポケットモンスター』に頼ったマーケティングが展開されたと指摘されている。その中でも日本で開発されたタイトルでは、『ゼルダの伝説 時のオカリナ』(1998年11月発売)や、任天堂のキャラクターが一堂に会した『ニンテンドウオールスター!大乱闘スマッシュブラザーズ』(1999年1月発売)が好評を得た。
また、任天堂はサードパーティーの参入を制限しており、他社ハードの作品がなかなか移植されなかった。移植された場合においても機種間スペック（およびゲームを収録するメディアの最大容量）の都合上、『Quake』（日本未発売）のようにオブジェクトなどを削ってオリジナルの雰囲気を維持しようとした作品や、『QuakeII』のようにオリジナル版からかけ離れてしまった作品も存在する。そのうえ、任天堂のハード向けにファイナルファンタジーシリーズなどのタイトルを展開していたスクウェアからはソフトが供給されなかった。
他方、任天堂は家族に愛される、暴力表現を控えたゲーム作りを心掛けており、開発者に対して表現の修正を提言したこともあった。たとえば『ドンキーコング64』の場合、もともと主人公の武器としてリアルなショットガンが用意されていたが、開発元のレアへ視察に来た任天堂の幹部・宮本茂がココナッツ・キャノンへの差し替えを提言し、レア側もそれを受け入れた。開発元を同じくする『ゴールデンアイ 007』においても、血が噴き出る表現は除外されたほか、宮本がゲーム内から殺人を排除しようとしていたことが同作のゲームデザイナーであるMartin Hollisの口から語られた。なお、レアは元々『バンジョーとカズーイの大冒険』などでブラックユーモアを仕込むことがあり、2001年に日本国外向けに発売した『Conker's Bad Fur Day』ではかわいらしいキャラクターによるアクションゲームでありながらも、パロディや過激な表現に満ちた問題作として知られるようになった。
他方、任天堂はNINTENDO 64向けの周辺機器のひとつとして、書き換え可能なディスクシステム「64DD」を発表しており、スクウェアとジャストシステムによる合弁会社を設立して、64DD向けソフトの開発や通信ネットワーク事業の運用を予定していた。当初は1996年末に発売するつもりだったが、諸事情により延期した。その後、任天堂はリクルートと組んで1999年に合弁会社ランドネットディディを設立し、同社のネットサービス「ランドネット」の一環として64DDを会員向けに有料で貸し出した。一方、64DDに用いられていた磁気ディスクは機械的な可動部分が存在する分データの場所によっては読み込みに時間がかかってしまっており、動きの多い3Dアクションゲームには不向きだった。また、サービス開始後も会員がなかなか集まらず、その原因として、当時のNINTENDO 64のメインユーザーの中心が子どもだったことや、『巨人のドシン』以外のコンテンツが不足していたことが指摘された。最終的に、このサービスはコンテンツ開発の遅れや次世代機の登場を理由に短期間で終了した。そのため、『ポケモンスナップ』や『どうぶつの森』など、64DD向けに開発中だったソフトは64カートリッジ向けに方針転換を迫られた。うち前者は64DDの容量の大きさを活かして多くの写真を撮れるソフトになる予定だったが、カートリッジへの移行に伴い、写真データをそのまま保管するのではなく、ポケモンの位置や状態を情報化してデータを小さく収めるといった工夫が施された。また、後者は64DDのネットワーク機能を用いたオンラインRPGとなる予定だったが、カートリッジに合わせて内容を減らした結果、プレイヤー間の交流を主体に据えた内容に変更され、最終的にはハード末期の作品ながらも口コミによってヒットした。
以上の要因により、好評を博したタイトルはあるものの、NINTENDO 64のゲームタイトルは全世界で400タイトルに留まり、前世代機のスーパーファミコンと比較して大幅に数を減らすこととなった。
プラットフォームとしての展開終了後、一部タイトルは任天堂のバーチャルコンソールなどのダウンロード販売サービスを利用することにより他機種で遊ぶことができる。"Ridge Racer 64"のようにオリジナル版が日本で発売されなかった作品も、このようなサービスを通じて遊べるようになった。

## 発売されたNINTENDO 64のタイトル
| 目次 | • 1996• 1997• 1998• 1999• 2000• 2001以降 |

本節の「発売されたタイトル一覧表」には合計で「391」のゲームタイトルを発売日・発売元とともに列記している。また「地域ごとの発売年一覧表」には1996年から2002年に発売されたゲームタイトル数を地域および年に分けて列記している。なお任天堂の「発売ソフトタイトル数推移表」によると、合計タイトル数は日本が196、北米が297、その他が248であり、北米以外は差があることに注意されたい。
|      | 1996年 | 1997年 | 1998年 | 1999年 | 2000年 | 2001年 | 2002年 | 合計 |
| ---- | ------ | ------ | ------ | ------ | ------ | ------ | ------ | ---- |
| 日本 | 10     | 43     | 54     | 56     | 29     | 6      | N/A    | 198  |
| 北米 | 8      | 34     | 76     | 97     | 69     | 12     | 1      | 297  |
| 欧州 | N/A    | 34     | 67     | 75     | 48     | 15     | N/A    | 239  |

| 発売日         | 発売日         | 発売日         | タイトル | 発売元                                                      | 備考 | 脚注                     |
| 日本           | 北米           | 欧州           | タイトル | 発売元                                                      | 備考 | 脚注                     |
| -------------- | -------------- | -------------- | --- | ----------------------------------------------------------- | --- | ------------------------ |
| 1996年6月23日  | 1996年9月      | 1997年3月1日   | スーパーマリオ64 | 任天堂                                                      | ローンチタイトル | [ 40 ]                   |
| 1996年6月23日  | 1996年9月      | 1997年3月1日   | パイロットウイングス64 | 任天堂                                                      | ローンチタイトル | [ 41 ]                   |
| 1996年6月23日  | 未発売         | 未発売         | 最強羽生将棋 | セタ                                                        | ローンチタイトル、コントローラーパック同梱 |                          |
| 1996年9月27日  | 1996年11月     | 1997年4月29日  | ウエーブレース64 | 任天堂                                                      | 水上スキーレースを題材としたウエーブレースシリーズ第2作で、日本で初めて発売された作品でもある | [ 42 ] [ 43 ]            |
| 1996年11月22日 | 未発売         | 未発売         | ワンダープロジェクトJ2 コルロの森のジョゼット                                                                                 | エニックス                                                  | コントローラーパック同梱 |                          |
| 1996年11月29日 | 未発売         | 未発売         | 栄光のセントアンドリュース | セタ                                                        | |                          |
| 1996年12月14日 | 1997年2月      | 1997年6月24日  | マリオカート64 | 任天堂                                                      | マリオカートシリーズ第2作。コントローラー・グレー&ブラック同梱 | [ 44 ] [ 45 ]            |
| 1996年12月20日 | 1997年7月      | 1997年6月1日   | - 実況Jリーグ パーフェクトストライカー - International Superstar Soccer 64                                                    | コナミ                                                      | |                          |
| 1996年12月20日 | 未発売         | 未発売         | 超空間ナイター プロ野球キング                                                                                                 | イマジニア                                                  | | [ 46 ]                   |
| 1996年12月20日 | 未発売         | 未発売         | 麻雀MASTER | コナミ                                                      | |                          |
| 未発売         | 1996年11月     | 1997年3月14日  | w:Mortal Kombat Trilogy | WilliamsNA GT InteractivePAL                                | モータルコンバットシリーズ初期3作品を収録 | [ 47 ] [ 注 9 ]          |
| 未発売         | 1996年11月     | 1997年7月4日   | w:Killer Instinct Gold | Nintendo                                                    | アーケードゲームKiller Instinct 2の移植版。日本では2015年8月6日にXbox One用オムニバスタイトル『Rare Replay』としてXbox Game Studiosから発売。 | [ 7 ] [ 48 ]             |
| 未発売         | 1996年12月     | 1998年1月30日  | w:Cruis'n USA | Nintendo                                                    | | [ 注 10 ]                |
| 1997年3月14日  | 未発売         | 未発売         | 実況パワフルプロ野球4 | コナミ                                                      | 実況パワフルプロ野球シリーズにおける初のNINTENDO 64用ソフト | [ 50 ]                   |
| 1997年3月21日  | 1997年3月      | 1997年12月22日 | - ブラストドーザー - Blast Corps                                                                                              | 任天堂                                                      | | [ 51 ] [ 注 11 ]         |
| 1997年3月21日  | 未発売         | 未発売         | ドラえもん のび太と3つの精霊石                                                                                                | エポック社                                                  | |                          |
| 1997年3月28日  | 1997年10月     | 1997年10月1日  | - ヒューマングランプリ ザ・ニュージェネレーション - F1 Pole Position 64                                                       | - ヒューマン - Ubi Soft                                     | |                          |
| 1997年3月28日  | 未発売         | 未発売         | JリーグLIVE64 | エレクトロニック・アーツ・ビクター                          | |                          |
| 1997年4月4日   | 未発売         | 未発売         | 麻雀64 | 光栄                                                        | |                          |
| 1997年4月27日  | 1997年6月      | 1997年10月4日  | - スターフォックス64 - Lylat WarsPAL                                                                                          | 任天堂                                                      | 振動パック同梱 | [ 52 ] [ 注 12 ]         |
| 1997年5月30日  | 1997年3月4日   | 1997年3月4日   | - 時空戦士テュロック - Turok: Dinosaur Hunter                                                                                 | アクレイムジャパン                                          | | [ 注 13 ]                |
| 1997年6月14日  | 1996年12月     | 1997年3月1日   | - スター・ウォーズ 帝国の影 - Star Wars: Shadows of the Empire                                                                | 任天堂                                                      | 映画『スター・ウォーズ』の関連作品で、『スター・ウォーズ エピソード5/帝国の逆襲』と『スター・ウォーズ エピソード6/ジェダイの帰還』の間を出来事を題材としている | [ 55 ]                   |
| 1997年6月27日  | 1997年10月1日  | 1998年1月15日  | - ゆけゆけ!!トラブルメーカーズ - Mischief Makers                                                                              | - エニックス - Nintendo                                     | | [ 注 14 ] [ 41 ]         |
| 1997年7月18日  | 1997年9月4日   | 1997年10月     | - マルチレーシングチャンピオンシップ - MRC: Multi-Racing Championship                                                         | - イマジニア - Ocean Software                               | | [ 注 15 ]                |
| 1997年7月18日  | 未発売         | 未発売         | ウエーブレース64 振動パック対応バージョン                                                                                     | 任天堂                                                      | |                          |
| 1997年7月18日  | 未発売         | 未発売         | スーパーマリオ64 振動パック対応バージョン                                                                                     | 任天堂                                                      | |                          |
| 1997年7月25日  | 未発売         | 未発売         | 雀豪シミュレーション 麻雀道64                                                                                                 | ビデオシステム                                              | |                          |
| 1997年8月1日   | 1997年4月4日   | 1997年12月2日  | Doom 64 | ゲームバンク Midway Home EntertainmentNA GT InteractivePAL  | | [ 43 ]                   |
| 1997年8月1日   | 未発売         | 未発売         | 麻雀放浪記CLASSIC | イマジニア                                                  | |                          |
| 1997年8月7日   | 1998年4月16日  | 1998年4月18日  | がんばれゴエモン〜ネオ桃山幕府のおどり〜 Mystical Ninja Starring Goemon                                                       | コナミ                                                      | | [ 40 ]                   |
| 1997年8月8日   | 未発売         | 未発売         | パワーリーグ64 | ハドソン                                                    | |                          |
| 1997年8月23日  | 1997年8月25日  | 1997年8月25日  | ゴールデンアイ 007 | 任天堂                                                      | 映画『ゴールデンアイ』のゲーム化 もともとはスーパーファミコン用ソフトとして企画されていたが、開発元であるレアの意向によりNINTENDO 64用ソフトに変更された | -                        |
| 1997年9月5日   | 未発売         | 未発売         | Jリーグダイナマイトサッカー64                                                                                                 | イマジニア                                                  | | [ 60 ]                   |
| 1997年9月18日  | 未発売         | 未発売         | 実況ワールドサッカー3 | コナミ                                                      | |                          |
| 1997年9月26日  | 1997年11月30日 | 1997年11月1日  | 爆ボンバーマン Bomberman 64                                                                                                   | ハドソン NintendoNA, PAL                                    | |                          |
| 1997年10月24日 | 未発売         | 未発売         | Jリーグ イレブンビート1997 | ハドソン                                                    | | [ 60 ]                   |
| 1997年10月31日 | 未発売         | 未発売         | ぷよぷよSUN64 | コンパイル                                                  | | [ 61 ]                   |
| 1997年11月21日 | 1997年11月24日 | 1997年11月21日 | ディディーコングレーシング | 任天堂                                                      | ディディーコングを主役としたレースゲーム | [ 45 ] [ 62 ]            |
| 1997年11月21日 | 未発売         | 未発売         | プロ麻雀 極64 | アテナ                                                      | | [ 63 ]                   |
| 1997年11月28日 | 1998年6月17日  | 1998年9月1日   | ワイルドチョッパーズ Chopper Attack                                                                                           | セタ Midway Home EntertainmentNA GT InteractivePAL          | | [ 64 ]                   |
| 1997年11月28日 | 未発売         | 未発売         | HEIWAパチンコワールド64 | アムテックス                                                | |                          |
| 1997年11月28日 | 未発売         | 未発売         | ファミスタ64 | ナムコ                                                      | ナムコにとっては初めてのNINTENDO 64タイトル | [ 65 ]                   |
| 1997年11月28日 | 未発売         | 未発売         | 64大相撲 | ボトムアップ                                                | NINTENDO 64用ソフトにおいてはじめて相撲を題材とした作品 | [ 66 ]                   |
| 1997年12月5日  | 1997年10月     | 1997年11月     | トップギア・ラリー | コトブキシステム Midway Home EntertainmentNA                | NINTENDO 64用ソフトにおいてはじめてラリーを題材としたレースゲーム | [ 67 ]                   |
| 1997年12月5日  | 1998年10月31日 | 1998年4月12日  | デュアルヒーローズ | ハドソン Electro BrainNA Gaga Interactive MediaPAL          | NINTENDO 64用ソフトにおける初の3D対戦型格闘ゲーム | [ 66 ]                   |
| 1997年12月12日 | 1997年11月30日 | 1997年12月6日  | カメレオンツイスト | 日本システムサプライ SunsoftNA, PAL                         | | [ 68 ] [ 64 ]            |
| 1997年12月12日 | 1998年3月15日  | 1998年3月16日  | スノボキッズ Snowboard Kids                                                                                                   | アトラス                                                    | スノーボードを題材としたレースゲーム | [ 注 16 ] [ 63 ]         |
| 1997年12月18日 | 1997年5月31日  | 1997年6月24日  | ヘクセン Hexen | ゲームバンク id Software/GT InteractiveNA, PAL              | ダークファンタジー調のファーストパーソン・シューティングゲーム | [ 67 ] [ 47 ]            |
| 1997年12月18日 | 1998年1月10日  | 1998年2月1日   | ハイパーオリンピック イン ナガノ64 Nagano Winter Olympics '98                                                                 | コナミ                                                      | | [ 67 ]                   |
| 1997年12月18日 | 1998年7月31日  | 1999年7月25日  | 飛龍の拳ツイン Flying Dragon                                                                                                  | カルチャーブレーン NatsumeNA, PAL                           | 任天堂スペースワールド’97出展時点では1997年11月28日に発売される予定だった。 | [ 67 ]                   |
| 1997年12月19日 | 1998年4月30日  | 1998年5月1日   | エアロゲイジ | アスキー                                                    | エアカーによるレースゲーム | [ 63 ] [ 70 ]            |
| 1997年12月19日 | 未発売         | 未発売         | ウッチャンナンチャンの炎のチャレンジャー 電流イライラ棒                                                                       | ハドソン                                                    | テレビ番組『ウッチャンナンチャンの炎のチャレンジャー』の種目「イライラ棒」のコンピュータゲーム化 | [ 66 ]                   |
| 1997年12月19日 | 未発売         | 未発売         | バーチャル・プロレスリング64                                                                                                  | アスミック                                                  | | [ 63 ]                   |
| 1997年12月19日 | 未発売         | 未発売         | 64で発見!!たまごっち みんなでたまごっちワールド                                                                               | バンダイ                                                    | | [ 66 ]                   |
| 1997年12月21日 | 1998年3月10日  | 1998年5月10日  | ヨッシーストーリー Yoshi's Story                                                                                              | 任天堂                                                      | 振動パック対応 | [ 71 ]                   |
| 1997年12月26日 | 未発売         | 未発売         | 遙かなるオーガスタ MASTERS'98                                                                                                 | ティーアンドイーソフト                                      | 任天堂スペースワールド’97出展時点では1997年12月19日に発売される予定だった | [ 64 ]                   |
| 未発売         | 1997年1月17日  | 1997年9月1日   | w:NBA Hangtime | Midway Home EntertainmentNA GT InteractivePAL               | | [ 43 ]                   |
| 未発売         | 1997年2月28日  | 1997年3月1日   | w:FIFA Soccer 64 FIFA 64PAL                                                                                                   | EA Sports                                                   | |                          |
| 未発売         | 1997年5月21日  | 1997年11月28日 | w:War Gods | Midway Home EntertainmentNA GT InteractivePAL               | |                          |
| 未発売         | 1997年8月11日  | 1998年2月      | w:Tetrisphere | Nintendo                                                    | テトリスシリーズの1作品で、球状のフィールドを採用している | [ 72 ]                   |
| 未発売         | 1997年10月23日 | 1997年11月19日 | w:ClayFighter 63⅓ | Interplay Productions                                       | |                          |
| 未発売         | 1997年10月24日 | 1997年12月     | w:NFL Quarterback Club 98 | Acclaim Sports                                              | |                          |
| 未発売         | 1997年10月31日 | 1997年11月14日 | w:Duke Nukem 64 | GT Interactive                                              | |                          |
| 未発売         | 1997年10月31日 | 1997年12月     | w:Madden Football 64 | EA Sports                                                   | |                          |
| 未発売         | 1997年10月     | 1997年12月     | w:Mace: The Dark Age | Midway Home EntertainmentNA GT InteractivePAL               | |                          |
| 未発売         | 1997年11月8日  | 1997年12月     | w:San Francisco Rush: Extreme Racing                                                                                          | Midway Home EntertainmentNA GT InteractivePAL               | |                          |
| 未発売         | 1997年11月30日 | 1998年2月12日  | w:WCW vs. nWo: World Tour | THQ                                                         | | [ 73 ]                   |
| 未発売         | 1997年11月22日 | 1997年12月1日  | w:Automobili Lamborghini | Titus Interactive                                           | | [ 注 17 ] [ 注 18 ]      |
| 未発売         | 1997年12月2日  | 未発売         | w:Wheel of Fortune | Take-Two Interactive                                        | |                          |
| 未発売         | 1997年12月3日  | 1998年6月1日   | w:Wayne Gretzky's 3D Hockey '98                                                                                               | Midway Home EntertainmentNA GT InteractivePAL               | |                          |
| 未発売         | 1997年12月8日  | 1998年2月12日  | w:Mortal Kombat Mythologies: Sub-Zero                                                                                         | Midway Home EntertainmentNA GT InteractivePAL               | |                          |
| 1998年1月4日   | 未発売         | 未発売         | 新日本プロレスリング 闘魂炎導 BRAVE SPIRITS                                                                                   | ハドソン                                                    | 新日本プロレスの人気選手が実名で登場するプロレスゲーム | [ 66 ]                   |
| 1998年1月29日  | 1998年2月10日  | 1998年2月10日  | NBA IN THE ZONE'98 NBA Pro '98PAL                                                                                             | コナミ                                                      | | [ 67 ]                   |
| 1998年1月30日  | 未発売         | 未発売         | シムシティ2000 | イマジニア                                                  | 任天堂スペースワールド’97出展時点では1997年12月に発売される予定だった。 | [ 75 ]                   |
| 1998年2月28日  | 1996年11月15日 | 1997年3月1日   | ウェイン・グレツキー 3Dホッケー                                                                                               | ゲームバンク Midway Home EntertainmentNA GT InteractivePAL  | | [ 注 19 ]                |
| 1998年2月28日  | 1998年4月1日   | 1998年10月9日  | - テン・エイティ スノーボーディング - 1080° Snowboarding                                                                      | 任天堂                                                      | | [ 76 ] [ 77 ]            |
| 1998年3月19日  | 1997年11月21日 | 1998年4月12日  | ソニックウイングス アサルト Aero Fighters Assault                                                                             | ビデオシステム                                              | | [ 70 ] [ 66 ]            |
| 1998年3月26日  | 1998年9月29日  | 1998年9月1日   | G.A.S.P!! Fighters' NEXTream Deadly ArtsNA                                                                                    | コナミ                                                      | | [ 78 ] [ 67 ]            |
| 1998年3月26日  | 未発売         | 未発売         | 実況パワフルプロ野球5 | コナミ                                                      | | [ 50 ]                   |
| 1998年3月26日  | 未発売         | 未発売         | 進め!対戦ぱずるだま 闘魂!まるたま町                                                                                           | コナミ                                                      | |                          |
| 1998年3月27日  | 1997年7月10日  | 1997年7月20日  | スペースダイナマイツ Dark Rift                                                                                                | ビック東海                                                  | | -                        |
| 1998年3月27日  | 未発売         | 1998年11月     | エアーボーダー64 | ヒューマン Gaga Interactive MediaPAL                        | 北米においても"Air Boardin' USA"として発売される予定だった。 | [ 81 ]                   |
| 1998年4月3日   | 未発売         | 未発売         | 森田将棋64 | セタ                                                        | | [ 64 ]                   |
| 1998年4月24日  | 1997年11月30日 | 1997年12月20日 | FIFA Road to WORLD CUP 98 ワールドカップへの道 FIFA: Road to World Cup 98                                                     | エレクトロニック・アーツ EA SportsNA, PAL                   | |                          |
| 1998年4月30日  | 1998年9月1日   | 1998年10月1日  | ボンバーマンヒーロー ミリアン王女を救え! Bomberman Hero                                                                       | ハドソン NintendoNA, PAL                                    | ボンバーマンシリーズの1作である一人用のアクションゲーム | [ 68 ]                   |
| 1998年5月29日  | 1997年9月30日  | 1997年12月9日  | エクストリームG | アクレイムジャパン Acclaim EntertainmentNA, PAL             | |                          |
| 1998年5月29日  | 1997年11月30日 | 1997年12月1日  | スーパースピードレース64 | タイトー                                                    | | [ 注 18 ]                |
| 1998年5月29日  | 未発売         | 未発売         | パチンコ365日 | セタ                                                        | パチンコメーカー・平和の機種を収録した実機シミュレータで、任天堂スペースワールド’97出展時点では1998年5月に発売される予定だった。 | [ 64 ]                   |
| 1998年6月4日   | 1998年9月15日  | 1998年9月1日   | 実況ワールドサッカー ワールドカップフランス'98 International Superstar Soccer 98                                              | コナミ                                                      | |                          |
| 1998年6月26日  | 未発売         | 未発売         | デザエモン3D | アテナ                                                      | |                          |
| 1998年7月10日  | 1998年12月15日 | 未発売         | スターソルジャー バニシングアース                                                                                             | ハドソン                                                    | |                          |
| 1998年7月14日  | 1998年10月26日 | 1998年11月6日  | F-ZERO X | 任天堂                                                      | スーパーファミコン用ソフト『F-ZERO』の続編 | [ 83 ] [ 53 ]            |
| 1998年7月16日  | 1998年2月23日  | 1998年4月      | オリンピックホッケー ナガノ98 Olympic Hockey '98                                                                              | コナミ Midway Home EntertainmentNA GT InteractivePAL        | |                          |
| 1998年7月17日  | 1999年2月10日  | 1999年3月5日   | チョロQ64 Penny Racers | タカラ THQNA/PAL                                            | 玩具・チョロQのゲーム化作品第6弾 | [ 84 ]                   |
| 1998年7月17日  | 未発売         | 未発売         | スーパーロボットスピリッツ | バンプレスト                                                | ロボットアニメに登場する機体による対戦型格闘ゲーム | [ 66 ]                   |
| 1998年7月23日  | 未発売         | 1998年12月4日  | らくがきっず RAKUGAKIDS | コナミ                                                      | |                          |
| 1998年7月24日  | 未発売         | 未発売         | スーパービーダマン バトルフェニックス64                                                                                       | ハドソン                                                    | |                          |
| 1998年8月1日   | 未発売         | 未発売         | ポケモンスタジアム | 任天堂                                                      | 64GBパック同梱 | [ 85 ]                   |
| 1998年8月7日   | 未発売         | 未発売         | 64トランプコレクション アリスのわくわくトランプワールド                                                                       | ボトムアップ                                                | |                          |
| 1998年8月28日  | 1998年7月31日  | 1998年8月1日   | イギーくんのぶら²ぽよん Iggy's Reckin' Balls                                                                                  | アクレイムジャパン Acclaim EntertainmentNA, PAL             | 主人公のイギーは、開発元のイグアナ・エンターテイメントのマスコットキャラクターをモデルとしている | [ 86 ]                   |
| 1998年10月9日  | 未発売         | 1999年         | Let'sスマッシュ Centre Court Tennis                                                                                           | ハドソン Gaga Interactive MediaPAL                          | |                          |
| 1998年10月23日 | 未発売         | 未発売         | キラッと解決!64探偵団 | イマジニア                                                  | 任天堂スペースワールド’97出展時点では1998年3月に発売される予定だった。 | [ 75 ]                   |
| 1998年10月30日 | 1998年8月31日  | 1998年4月14日  | CITY TOUR GRANDPRIX 全日本GT選手権 GT 64: Championship Edition                                                                | イマジニア Ocean of AmericaNA Infogrames UKPAL              | |                          |
| 1998年11月13日 | 未発売         | 未発売         | テトリス64 | セタ                                                        | 周辺機器・バイオセンサー対応 | [ 87 ]                   |
| 1998年11月20日 | 1999年1月14日  | 1999年9月      | マジカルテトリスチャレンジ featuring ミッキー Magical Tetris Challenge                                                        | カプコン ActivisionPAL                                      | | [ 87 ]                   |
| 1998年11月21日 | 1998年11月23日 | 1998年12月11日 | ゼルダの伝説 時のオカリナ The Legend of Zelda: Ocarina of Time                                                                | 任天堂                                                      | | [ 10 ] [ 53 ]            |
| 1998年11月27日 | 1998年6月12日  | 1998年6月16日  | ウェットリス | イマジニア Ocean SoftwareNA, PAL                            | |                          |
| 1998年11月27日 | 1998年11月10日 | 1998年         | ナイフエッジ ノーズガンナー Knife EdgePAL                                                                                     | コトブキシステム                                            | |                          |
| 1998年11月27日 | 未発売         | 未発売         | ぬし釣り64 | ビクターインタラクティブソフトウェア                        | |                          |
| 1998年12月2日  | 未発売         | 未発売         | マリオのふぉとぴー | 東京エレクトロン デバイス                                   | 写真やクリップアートを用いたカード制作ソフト | [ 88 ]                   |
| 1998年12月4日  | 未発売         | 未発売         | ゲッターラブ!! ちょー恋愛パーティーゲーム                                                                                     | ハドソン                                                    | |                          |
| 1998年12月6日  | 1998年6月29日  | 1998年7月17日  | バンジョーとカズーイの大冒険 Banjo-Kazooie                                                                                    | 任天堂                                                      | | [ 89 ] [ 40 ] [ 19 ]     |
| 1998年12月11日 | 1998年1月31日  | 1998年3月1日   | ファイティングカップ Fighters Destiny                                                                                         | イマジニア Ocean SoftwareNA InfogramesPAL                   | ポイント制を採用した3D対戦型格闘ゲームで、任天堂スペースワールド’97出展時点では1998年4月に発売される予定だった。 | [ 75 ]                   |
| 1998年12月11日 | 未発売         | 未発売         | ドラえもん2 のび太と光の神殿                                                                                                  | エポック社                                                  | |                          |
| 1998年12月12日 | 2000年11月6日  | 未発売         | ピカチュウげんきでちゅう Hey You, Pikachu!                                                                                    | 任天堂                                                      | VRS（音声認識システム）マイク同梱 | [ 90 ]                   |
| 1998年12月18日 | 1998年7月31日  | 1998年9月14日  | F-1 WORLD GRAND PRIX | 任天堂                                                      | |                          |
| 1998年12月18日 | 1998年9月30日  | 1998年12月18日 | バックバンブル | ユービーアイソフト                                          | |                          |
| 1998年12月18日 | 1998年11月10日 | 1999年3月12日  | キングヒル64 エクストリームスノーボーディング Twisted Edge Extreme SnowboardingNA Twisted Edge SnowboardingPAL                | コトブキシステム Midway Home EntertainmentNA                | |                          |
| 1998年12月18日 | 1999年2月8日   | 1999年3月9日   | マリオパーティ | 任天堂                                                      | | [ 91 ] [ 41 ]            |
| 1998年12月18日 | 未発売         | 未発売         | AI将棋3 | アスキーサムシンググッド                                    | |                          |
| 1998年12月23日 | 1999年9月15日  | 1999年6月18日  | がんばれゴエモン〜でろでろ道中 オバケてんこ盛り〜 Mystical Ninja 2 Starring Goemon Goemon's Great AdventureNA                 | コナミ                                                      | | [ 40 ]                   |
| 1998年12月24日 | 未発売         | 未発売         | 爆笑人生64 めざせ!リゾート王                                                                                                  | タイトー                                                    | |                          |
| 1998年12月25日 | 1999年4月14日  | 1999年         | カメレオンツイスト2 | 日本システムサプライ SunsoftNA, PAL                         | | [ 92 ]                   |
| 1998年12月26日 | 2000年10月10日 | 未発売         | スノースピーダー Big Mountain 2000                                                                                            | イマジニア SouthPeak Interactive/XicatNA                    | 任天堂スペースワールド’97出展時点では1998年3月に発売される予定だった。 | [ 75 ]                   |
| 1998年12月26日 | 未発売         | 未発売         | 新日本プロレスリング 闘魂炎導2 the next generation                                                                            | ハドソン                                                    | |                          |
| 未発売         | 1998年1月5日   | 1998年6月      | w:Robotron 64 | Crave Entertainment GT InteractivePAL                       | |                          |
| 未発売         | 1998年2月25日  | 未発売         | w:Jeopardy! | Take-Two Interactive                                        | |                          |
| 未発売         | 1998年2月26日  | 1998年2月26日  | w:NHL Breakaway 98 | Acclaim Sports                                              | |                          |
| 未発売         | 1998年3月24日  | 1998年5月24日  | Quake 64 | Midway Home EntertainmentNA GT InteractivePAL               | PCゲーム『Quake』の移植版 | [ 13 ]                   |
| 未発売         | 1998年3月30日  | 1998年6月      | w:Rampage World Tour | Midway Home EntertainmentNA GT InteractivePAL               | |                          |
| 未発売         | 1998年4月27日  | 1998年6月10日  | w:Kobe Bryant in NBA Courtside                                                                                                | Nintendo                                                    | |                          |
| 未発売         | 1998年4月27日  | 1998年8月1日   | w:All-Star Baseball 99 | Acclaim Sports                                              | | [ 93 ]                   |
| 未発売         | 1998年4月30日  | 1998年5月1日   | w:Forsaken 64 ForsakenPAL | Acclaim Entertainment                                       | 日本ではアクレイムジャパンから『フォーセーケン』という題名で発売される予定だった | [ 47 ]                   |
| 未発売         | 1998年4月30日  | 1998年         | Puzzle Bobble 2 | Acclaim Entertainment                                       | アーケードゲーム『パズルボブル2』からの移植で、日本ではPlayStation用ソフトとして発売された。 |                          |
| 未発売         | 1998年5月15日  | 未発売         | w:Clay Fighter Sculptor's Cut                                                                                                 | Interplay Productions                                       | |                          |
| 未発売         | 1998年5月18日  | 1998年5月18日  | w:World Cup 98 Frankreich 98: Die Fussball-WMGER Copa del Mundo: Francia 98SPA                                                | EA Sports                                                   | |                          |
| 未発売         | 1998年5月31日  | 1998年9月1日   | w:Bio F.R.E.A.K.S. | Midway Home EntertainmentNA GT InteractivePAL               | |                          |
| 未発売         | 1998年5月31日  | 未発売         | w:Major League Baseball Featuring Ken Griffey Jr.                                                                             | Nintendo                                                    | |                          |
| 未発売         | 1998年6月10日  | 1998年7月      | w:Virtual Chess 64 | Titus Software                                              | |                          |
| 未発売         | 1998年6月16日  | 未発売         | w:Mike Piazza's Strike Zone                                                                                                   | GT Interactive                                              | |                          |
| 未発売         | 1998年6月23日  | 1998年9月15日  | w:Mortal Kombat 4 | Midway Home EntertainmentNA GT InteractivePAL               | |                          |
| 未発売         | 1998年6月      | 1998年9月      | w:Off Road Challenge | Midway Home EntertainmentNA GT InteractivePAL               | |                          |
| 未発売         | 1998年7月18日  | 1998年9月25日  | w:Mission Impossible | Ocean SoftwareNA InfogramesPAL                              | 日本ではパック・イン・ビデオから『ミッションインポッシブル』という題名で発売される予定だった |                          |
| 未発売         | 1998年7月29日  | 1998年8月24日  | w:Waialae Country Club: True Golf Classics                                                                                    | Nintendo                                                    | |                          |
| 未発売         | 1998年8月1日   | 1999年2月26日  | w:Gex 64: Enter the Gecko | Midway Home EntertainmentNA GT InteractivePAL               | NINTENDO 64におけるゲックスシリーズの1作品 | [ 94 ] [ 68 ]            |
| 未発売         | 1998年8月11日  | 1998年8月21日  | w:WWF War Zone | Acclaim Sports                                              | |                          |
| 未発売         | 1998年9月9日   | 未発売         | w:NFL Blitz | Midway Home Entertainment                                   | |                          |
| 未発売         | 1998年9月11日  | 1998年11月     | w:NASCAR '99 | EA Sports                                                   | |                          |
| 未発売         | 1998年9月28日  | 1998年6月25日  | w:Cruis'n World | Nintendo                                                    | |                          |
| 未発売         | 1998年10月1日  | 1998年11月30日 | w:NHL 99 | EA Sports                                                   | |                          |
| 未発売         | 1998年10月20日 | 1998年9月30日  | w:Body Harvest | Gremlin InteractivePAL Midway Home EntertainmentNA          | 日本では任天堂から『ボディハーベスト』という題名で発売される予定だった |                          |
| 未発売         | 1998年10月21日 | 1998年11月     | w:Space Station Silicon Valley                                                                                                | Take-Two Interactive                                        | | [ 95 ] [ 40 ]            |
| 未発売         | 1998年10月26日 | 1998年11月30日 | w:WCW/nWo Revenge | THQ                                                         | | [ 96 ] [ 41 ]            |
| 未発売         | 1998年10月31日 | 未発売         | w:Fox Sports College Hoops '99                                                                                                | Fox Sports Interactive                                      | | [ 78 ]                   |
| 未発売         | 1998年11月1日  | 1999年1月      | w:Madden NFL 99 | EA Sports                                                   | |                          |
| 未発売         | 1998年11月3日  | 1999年1月      | w:Wipeout 64 | Midway Home Entertainment                                   | 日本では『WIPEOUT64』という題名でココナッツジャパンエンターテイメントから発売される予定だった |                          |
| 未発売         | 1998年11月4日  | 1998年12月     | w:NBA Live 99 | EA Sports                                                   | |                          |
| 未発売         | 1998年11月10日 | 1998年12月     | w:NFL Quarterback Club 99 | Acclaim Sports                                              | |                          |
| 未発売         | 1998年11月10日 | 1999年2月4日   | w:Rush 2: Extreme Racing USA Rush 2: Extreme RacingPAL                                                                        | Midway Home EntertainmentNA GT InteractivePAL               | |                          |
| 未発売         | 1998年11月16日 | 1998年11月24日 | w:Glover | Hasbro Interactive                                          | | [ 97 ] [ 注 20 ]         |
| 未発売         | 1998年11月24日 | 1999年7月25日  | w:Milo's Astro Lanes | Crave Entertainment                                         | |                          |
| 未発売         | 1998年11月30日 | 1998年12月8日  | w:FIFA 99 | EA Sports                                                   | |                          |
| 未発売         | 1998年11月30日 | 1998年12月     | w:NBA Jam 99 | Acclaim Sports                                              | |                          |
| 未発売         | 1998年11月30日 | 1998年12月     | w:NHL Breakaway 99 | Acclaim Sports                                              | |                          |
| 未発売         | 1998年11月     | 未発売         | w:Nightmare Creatures | Activision                                                  | |                          |
| 未発売         | 1998年12月1日  | 未発売         | w:Golden Nugget 64 | Electronic Arts                                             | |                          |
| 未発売         | 1998年12月4日  | 1999年1月      | w:S.C.A.R.S. | Ubi Soft                                                    | |                          |
| 未発売         | 1998年12月17日 | 1999年2月26日  | w:Virtual Pool 64 | Crave Entertainment                                         | |                          |
| 未発売         | 1998年12月21日 | 1999年5月3日   | w:South Park | Acclaim Entertainment                                       | |                          |
| 未発売         | 1998年12月29日 | 未発売         | w:BattleTanx | The 3DO Company                                             | | [ 注 21 ]                |
| 1999年1月15日  | 未発売         | 未発売         | Jリーグ タクティクスサッカー                                                                                                  | アスキー                                                    | |                          |
| 1999年1月21日  | 1999年4月26日  | 1999年11月19日 | ニンテンドウオールスター!大乱闘スマッシュブラザーズ Super Smash Bros.                                                         | 任天堂                                                      | 任天堂のキャラクター群によるクロスオーバー作品である、大乱闘スマッシュブラザーズシリーズ第1弾。 | [ 11 ] [ 53 ]            |
| 1999年1月29日  | 未発売         | 未発売         | SD飛龍の拳伝説 | カルチャーブレーン                                          | |                          |
| 1999年1月29日  | 未発売         | 未発売         | Parlor!PRO64 パチンコ実機シミュレーションゲーム                                                                               | 日本テレネット                                              | |                          |
| 1999年2月5日   | 1999年12月22日 | 未発売         | 牧場物語2 Harvest Moon 64 | ビクターインタラクティブソフトウェア NatsumeNA              | | [ 43 ]                   |
| 1999年2月19日  | 1999年3月2日   | 未発売         | 超スノボキッズ Snowboard Kids 2                                                                                               | アトラス                                                    | |                          |
| 1999年3月5日   | 1999年4月30日  | 1998年11月     | パズルボブル64 Bust-A-Move '99NA Bust-A-Move 3 DXPAL                                                                          | タイトー Acclaim EntertainmentNA, PAL                       | |                          |
| 1999年3月11日  | 1999年1月26日  | 1999年5月14日  | 悪魔城ドラキュラ黙示録 Castlevania                                                                                            | コナミ                                                      | | [ 注 22 ] [ 100 ]        |
| 1999年3月19日  | 1998年11月23日 | 1998年11月25日 | トップギア オーバードライブ                                                                                                   | コトブキシステム                                            | |                          |
| 1999年3月19日  | 未発売         | 未発売         | 人生ゲーム64 | タカラ                                                      | |                          |
| 1999年3月19日  | 未発売         | 未発売         | 超空間ナイター プロ野球キング2                                                                                                | イマジニア                                                  | 『超空間ナイター プロ野球キング』の続編で、任天堂スペースワールド’97出展時点では1998年1月に発売される予定だった。 | [ 75 ]                   |
| 1999年3月19日  | 未発売         | 未発売         | 64大相撲2 | ボトムアップ                                                | |                          |
| 1999年3月21日  | 1999年6月30日  | 2000年9月15日  | ポケモンスナップ | 任天堂                                                      | | [ 101 ] [ 41 ]           |
| 1999年3月25日  | 未発売         | 未発売         | 実況パワフルプロ野球6 | コナミ                                                      | | [ 102 ]                  |
| 1999年3月26日  | 2000年1月15日  | 未発売         | スーパーボウリング | アテナ UFO Interactive GamesNA                              | | [ 103 ]                  |
| 1999年4月9日   | 未発売         | 未発売         | おねがいモンスター | ボトムアップ                                                | |                          |
| 1999年4月28日  | 未発売         | 未発売         | 実況GIステイブル | コナミ                                                      | |                          |
| 1999年4月30日  | 2000年2月29日  | 2000年4月7日   | ポケモンスタジアム2 Pokémon Stadium                                                                                           | 任天堂                                                      | |                          |
| 1999年5月28日  | 未発売         | 未発売         | ラストレジオンUX | ハドソン                                                    | | [ 104 ]                  |
| 1999年6月3日   | 1999年4月8日   | 1999年         | NBA IN THE ZONE2 NBA In The Zone '99NA NBA Pro '99PAL                                                                         | コナミ                                                      | |                          |
| 1999年6月11日  | 1999年7月26日  | 1999年9月14日  | マリオゴルフ64 | 任天堂                                                      | ゲームボーイ用ソフト『マリオゴルフGB』との連動要素あり 開発元のキャメロットにとってはNINTENDO 64参入作である | -                        |
| 1999年6月11日  | 未発売         | 未発売         | ズール 魔獣使い伝説 | イマジニア                                                  | |                          |
| 1999年6月18日  | 1998年12月10日 | 1998年12月18日 | バイオレンスキラー TUROK NEW GENERATION Turok 2: Seeds of Evil                                                                | アクレイムジャパン Acclaim EntertainmentNA, PAL             | | [ 41 ]                   |
| 1999年6月25日  | 未発売         | 未発売         | 新世紀エヴァンゲリオン | バンダイ                                                    | |                          |
| 1999年7月9日   | 1998年6月1日   | 1998年9月      | エルテイルモンスターズ Quest 64NA Holy Magic CenturyPAL                                                                       | イマジニア THQNA KonamiPAL                                  | 任天堂スペースワールド’97出展時点では「エルテイル」という仮称が割り振られており、1998年3月に発売される予定だった。 | [ 75 ] [ 107 ]           |
| 1999年7月14日  | 2000年10月7日  | 未発売         | オウガバトル64 Person of Lordly Caliber                                                                                       | 任天堂 Atlus USANA                                          | オウガバトルシリーズ第3弾で、システムは『伝説のオウガバトル』をもとにしている | [ 108 ] [ 69 ]           |
| 1999年7月16日  | 未発売         | 未発売         | PDウルトラマンバトルコレクション64                                                                                            | バンダイ                                                    | |                          |
| 1999年7月21日  | 1999年5月18日  | 1999年6月4日   | スター・ウォーズ エピソード1 レーサー                                                                                         | 任天堂                                                      | | [ 69 ]                   |
| 1999年7月29日  | 2000年8月3日   | 2000年9月29日  | 実況Jリーグ1999 パーフェクトストライカー2 International Superstar Soccer 2000                                                 | コナミ                                                      | |                          |
| 1999年7月30日  | 1999年3月26日  | 1999年         | ロードランナー3-D | バンプレスト InfogramesNA, PAL                              | |                          |
| 1999年7月30日  | 未発売         | 未発売         | 電車でGO!64 | タイトー                                                    | 運転士さんパックあり NINTENDO 64 VRS対応 | [ 109 ]                  |
| 1999年8月5日   | 1999年8月31日  | 1999年9月24日  | ハイブリッドヘブン | コナミ                                                      | | [ 110 ]                  |
| 1999年8月6日   | 2000年6月30日  | 未発売         | Rally'99 Rally Challenge 2000                                                                                                 | イマジニア SouthPeak Interactive/XicatNA                    | |                          |
| 1999年8月13日  | 1999年5月31日  | 1999年7月      | シャドウゲイト64 TRIALS OF THE FOUR TOWERS                                                                                    | コトブキシステム                                            | |                          |
| 1999年8月27日  | 1998年12月7日  | 1999年1月10日  | スター・ウォーズ 出撃!ローグ中隊 Star Wars: Rogue Squadron                                                                    | 任天堂 LucasArts                                            | | [ 111 ] [ 45 ]           |
| 1999年8月27日  | 2000年7月14日  | 未発売         | 格闘伝承 F-Cup Maniax Fighter Destiny 2                                                                                       | イマジニア SouthPeak Interactive/XicatNA                    | |                          |
| 1999年9月3日   | 未発売         | 未発売         | 爆裂無敵 バンガイオー | ESP                                                         | | [ 112 ]                  |
| 1999年9月10日  | 1998年11月17日 | 1998年12月4日  | エクストリームG2 Extreme-G2 XG2PAL                                                                                            | アクレイムジャパン Acclaim EntertainmentNA, PAL             | | [ 112 ]                  |
| 1999年9月23日  | 1999年9月30日  | 2000年7月7日   | WIN BACK WinBack: Covert OperationsNA Operation: WinbackPAL                                                                   | コーエー Virgin InteractivePAL                              | | -                        |
| 1999年10月1日  | 2000年11月15日 | 未発売         | トランスフォーマー ビーストウォーズメタルス64 Transformers: Beast Wars Transmetals                                            | タカラ Bay Area MultimediaNA                                | テレビアニメ『ビーストウォーズメタルス 超生命体トランスフォーマー』のゲーム化 | [ 115 ]                  |
| 1999年10月14日 | 1999年8月31日  | 1998年12月7日  | V-RALLY EDITION99 | スパイク InfogramesNA, PAL                                  | | [ 115 ]                  |
| 1999年10月22日 | 未発売         | 未発売         | 夜光虫II〜殺人航路〜 | アテナ                                                      | スーパーファミコン用ソフト『夜光虫』の続編 | [ 112 ]                  |
| 1999年10月29日 | 未発売         | 未発売         | スーパーロボット大戦64 | バンプレスト                                                | スーパーロボット大戦シリーズ唯一のNINTENDO 64用ソフト | [ 116 ]                  |
| 1999年11月5日  | 未発売         | 未発売         | プロ麻雀 兵64 雀荘バトルに挑戦                                                                                                | カルチャーブレーン                                          | | [ 61 ]                   |
| 1999年11月5日  | 未発売         | 未発売         | 64花札 天使の約束 | アルトロン                                                  | | [ 112 ]                  |
| 1999年11月26日 | 1999年2月28日  | 1999年9月4日   | ビートルアドベンチャーレーシング                                                                                              | エレクトロニック・アーツ・スクウェア Electronic ArtsNA, PAL | | [ 注 23 ]                |
| 1999年12月1日  | 1999年10月11日 | 1999年10月29日 | スターツインズ Jet Force Gemini                                                                                               | 任天堂                                                      | 当初は日本においても「ジェット フォース ジェミニ」という題名で1999年11月に発売が予定されていた。 | [ 117 ] [ 注 24 ]        |
| 1999年12月3日  | 2000年5月28日  | 未発売         | 爆ボンバーマン2 Bomberman 64: The Second Attack!                                                                              | ハドソン Vatical EntertainmentNA                            | | [ 118 ]                  |
| 1999年12月3日  | 未発売         | 未発売         | ぷよぷよ〜んパーティー | コンパイル                                                  | | [ 61 ]                   |
| 1999年12月8日  | 未発売         | 未発売         | カスタムロボ | 任天堂                                                      | | [ 119 ]                  |
| 1999年12月10日 | 1999年11月22日 | 1999年12月3日  | ドンキーコング64 | 任天堂                                                      | メモリー拡張パック同梱 | [ 40 ] [ 120 ] [ 注 25 ] |
| 1999年12月17日 | 2000年1月24日  | 2000年10月12日 | マリオパーティ2 | 任天堂                                                      | | [ 45 ]                   |
| 1999年12月24日 | 未発売         | 未発売         | チョロQ64 2 ハチャメチャグランプリレース                                                                                      | タカラ                                                      | 『チョロQ64』の続編で当初は1999年11月に発売される予定だった | [ 119 ]                  |
| 1999年12月24日 | 未発売         | 未発売         | ロボットポンコッツ64 七つの海のカラメル                                                                                       | ハドソン                                                    | ゲームボーイで発売された『ロボットポンコッツ』シリーズとの連携機能あり（64GBパックが必要） | [ 119 ]                  |
| 1999年12月25日 | 1999年11月30日 | 2000年3月3日   | 悪魔城ドラキュラ黙示録外伝 LEGEND OF CORNELL Castlevania: Legacy of Darkness                                                  | コナミ                                                      | |                          |
| 1999年12月25日 | 未発売         | 未発売         | ゴエモン もののけ双六 | コナミ                                                      | |                          |
| 未発売         | 1999年2月1日   | 未発売         | w:WCW Nitro | THQ                                                         | | [ 121 ]                  |
| 未発売         | 1999年2月28日  | 未発売         | w:California Speed | Midway Home Entertainment                                   | |                          |
| 未発売         | 1999年3月17日  | 1999年3月      | w:Vigilante 8 | Activision                                                  | |                          |
| 未発売         | 1999年3月22日  | 未発売         | w:Triple Play 2000 | EA Sports                                                   | |                          |
| 未発売         | 1999年3月24日  | 1999年4月30日  | w:Micro Machines 64 Turbo | Midway Home EntertainmentNA CodemastersPAL                  | | [ 122 ]                  |
| 未発売         | 1999年3月      | 1999年5月21日  | w:Rampage 2: Universal Tour                                                                                                   | Midway Home EntertainmentNA GT InteractivePAL               | Rampage: World Tourの続編 | [ 123 ]                  |
| 未発売         | 1999年4月5日   | 1999年9月      | w:NHL Blades of Steel '99 NHL Pro 99PAL                                                                                       | Konami                                                      | |                          |
| 未発売         | 1999年4月8日   | 1999年5月1日   | w:All-Star Baseball 2000 | Acclaim Sports                                              | | [ 124 ]                  |
| 未発売         | 1999年4月14日  | 未発売         | w:Bottom of the 9th | Konami of America                                           | |                          |
| 未発売         | 1999年4月30日  | 1999年1月1日   | w:Disney/Pixar's A Bug's Life                                                                                                 | Disney Interactive Activision                               | アニメ映画『バグズ・ライフ』のゲーム化 | [ 92 ]                   |
| 未発売         | 1999年4月30日  | 1999年6月18日  | Charlie Blast's Territory | Kemco                                                       | 日本ではPlayStation用ソフト『ボンビンアイランド』として発売された。 |                          |
| 未発売         | 1999年4月30日  | 1999年12月     | Fighting Force 64 | Crave Entertainment                                         | 日本ではPlayStation用ソフト『メタルフィスト』として発売された。 |                          |
| 未発売         | 1999年5月10日  | 未発売         | w:Ken Griffey Jr.'s Slugfest                                                                                                  | Nintendo                                                    | |                          |
| 未発売         | 1999年5月31日  | 1999年7月23日  | w:Superman: The New Superman Adventures SupermanPAL                                                                           | Titus Software                                              | |                          |
| 未発売         | 1999年5月31日  | 1999年11月     | w:World Driver Championship                                                                                                   | Midway Home EntertainmentNA Midway Games LtdPAL             | |                          |
| 未発売         | 1999年6月29日  | 1999年7月30日  | w:Command & Conquer | Nintendo                                                    | コマンド&コンカーシリーズ第1作。 |                          |
| 未発売         | 1999年6月29日  | 1999年8月10日  | w:Rugrats: Scavenger Hunt Rugrats: Treasure HuntPAL                                                                           | THQ                                                         | |                          |
| 未発売         | 1999年6月30日  | 1999年2月7日   | w:Quake II | Activision                                                  | 同名PCゲームの移植版だが、内容はほぼ別物とされる | [ 14 ] [ 注 26 ]         |
| 未発売         | 1999年6月30日  | 1999年10月29日 | Monster Truck Madness 64 | Microsoft Rockstar Games                                    | 日本では『モンスタートラックマッドネス2』として他機種向けに発売された。 |                          |
| 未発売         | 1999年6月30日  | 1998年12月4日  | w:Starshot: Space Circus Fever                                                                                                | Infogrames                                                  | | [ 92 ]                   |
| 未発売         | 1999年7月30日  | 1999年10月22日 | w:In-Fisherman Bass Hunter 64 Bass Hunter 64PAL                                                                               | Take-Two Interactive                                        | | [ 86 ]                   |
| 未発売         | 1999年7月31日  | 1999年8月9日   | w:WWF Attitude | Acclaim Sports                                              | | [ 注 27 ]                |
| 未発売         | 1999年7月31日  | 1999年10月15日 | w:The New Tetris | Nintendo                                                    | 日本でも「テトリスフィアー」という題名で発売される予定だった | [ 72 ]                   |
| 未発売         | 1999年8月17日  | 未発売         | w:NFL Blitz 2000 | Midway Home Entertainment                                   | | [ 注 27 ]                |
| 未発売         | 1999年8月18日  | 1999年9月3日   | w:Re-Volt | Acclaim Entertainment                                       | ラジコンカーを題材としたレーシングゲーム 日本でも『リボルト』という題名で1999年11月5日に発売される予定だったが、最終的にはPlayStationとドリームキャスト向けに発売された。 |                          |
| 未発売         | 1999年8月26日  | 1999年9月24日  | w:NFL Quarterback Club 2000                                                                                                   | Acclaim Sports                                              | |                          |
| 未発売         | 1999年8月31日  | 1999年1月      | w:All Star Tennis '99 Yannick Noah All Star Tennis '99FRA                                                                     | Ubi Soft                                                    | フランス版ではテニス選手ヤニック・ノアの名前が冠されている | [ 81 ]                   |
| 未発売         | 1999年8月31日  | 1999年5月11日  | w:Hot Wheels Turbo Racing | Electronic Arts                                             | | [ 126 ]                  |
| 未発売         | 1999年8月31日  | 1999年9月3日   | w:Shadow Man | Acclaim Entertainment                                       | 同名漫画のゲーム化 | [ 注 27 ] [ 47 ]         |
| 未発売         | 1999年8月31日  | 1999年10月24日 | w:Tonic Trouble | Ubi Soft                                                    | 日本でも『TONIC TROUBLE』という題名で発売される予定だった | [ 注 28 ]                |
| 未発売         | 1999年8月31日  | 2000年4月      | w:BattleTanx: Global Assault                                                                                                  | The 3DO Company                                             | BattleTanxの続編 | [ 128 ]                  |
| 未発売         | 1999年8月31日  | 未発売         | w:Madden NFL 2000 | EA Sports                                                   | |                          |
| 未発売         | 1999年9月1日   | 1999年9月30日  | w:Duke Nukem: Zero Hour | GT Interactive                                              | 元々は"Duke Nukem 64"という題名で発売される予定だった | [ 47 ]                   |
| 未発売         | 1999年9月21日  | 1999年9月24日  | w:WCW Mayhem | Electronic Arts                                             | | [ 129 ]                  |
| 未発売         | 1999年9月27日  | 1999年12月17日 | w:Road Rash 64 | THQ                                                         | | [ 注 27 ]                |
| 未発売         | 1999年9月28日  | 2000年4月14日  | w:Army Men: Sarge's Heroes | The 3DO Company                                             | | [ 130 ]                  |
| 未発売         | 1999年9月28日  | 2000年7月24日  | w:Gex 3: Deep Cover Gecko Gex: Deep Cover GeckoPAL                                                                            | Crave Entertainment                                         | | [ 68 ]                   |
| 未発売         | 1999年9月30日  | 1999年10月12日 | w:Destruction Derby 64 | THQ                                                         | | [ 注 27 ]                |
| 未発売         | 1999年9月      | 1999年6月      | Racing Simulation: Monaco Grand PrixUK w:Monaco Grand PrixNA Monaco Grand Prix: Racing Simulation 2FRA Racing Simulation 2GER | Ubi Soft                                                    | |                          |
| 未発売         | 1999年10月2日  | 未発売         | w:NASCAR 2000 | EA Sports                                                   | |                          |
| 未発売         | 1999年10月3日  | 1999年10月10日 | w:Knockout Kings 2000 Box Champions 2000GER                                                                                   | EA Sports                                                   | |                          |
| 未発売         | 1999年10月12日 | 1999年10月31日 | w:Lego Racers | Lego Media                                                  | |                          |
| 未発売         | 1999年10月12日 | 1999年10月31日 | w:South Park: Chef's Luv Shack                                                                                                | Acclaim Entertainment                                       | | [ 131 ]                  |
| 未発売         | 1999年10月31日 | 1999年12月17日 | w:Earthworm Jim 3D | Rockstar GamesNA Interplay EntertainmentPAL                 | 『アースワーム・ジム』シリーズの1作品 |                          |
| 未発売         | 1999年10月31日 | 1999年12月17日 | w:Rocket: Robot on Wheels | Ubi Soft                                                    | |                          |
| 未発売         | 1999年10月31日 | 1999年12月     | w:NBA Live 2000 | EA Sports                                                   | |                          |
| 未発売         | 1999年10月31日 | 1999年12月     | w:Ready 2 Rumble Boxing | Midway Home EntertainmentNA Midway GamesPAL                 | |                          |
| 未発売         | 1999年10月31日 | 2000年2月      | w:Supercross 2000 | EA Sports                                                   | |                          |
| 未発売         | 1999年10月31日 | 2000年3月      | w:Paperboy | Midway Home EntertainmentNA Midway GamesPAL                 | 同名アーケードゲームのリメイク | [ 84 ]                   |
| 未発売         | 1999年10月31日 | 未発売         | w:Namco Museum 64 | Namco                                                       | |                          |
| 未発売         | 1999年10月31日 | 未発売         | w:NBA Showtime: NBA on NBC | Midway Home Entertainment                                   | |                          |
| 未発売         | 1999年11月6日  | 1999年10月29日 | w:Rayman 2: The Great Escape                                                                                                  | Ubi Soft                                                    | レイマンシリーズ第2弾 日本では『レイマン2』という題名で発売される予定だった | [ 40 ]                   |
| 未発売         | 1999年11月8日  | 未発売         | w:NBA Courtside 2 Featuring Kobe Bryant                                                                                       | Nintendo                                                    | |                          |
| 未発売         | 1999年11月15日 | 未発売         | w:Elmo's Letter Adventure | NewKidCo                                                    | |                          |
| 未発売         | 1999年11月17日 | 1999年12月     | w:Tom Clancy's Rainbow Six | Red Storm Entertainment                                     | 日本では『レインボーシックス』として他機種向けに発売 | [ 132 ]                  |
| 未発売         | 1999年11月23日 | 1999年12月26日 | w:Turok: Rage Wars | Acclaim Entertainment                                       | |                          |
| 未発売         | 1999年11月30日 | 1999年12月17日 | w:Roadsters | Titus Software                                              | |                          |
| 未発売         | 1999年11月30日 | 2000年1月21日  | w:NBA Jam 2000 | Acclaim Sports                                              | |                          |
| 未発売         | 1999年11月30日 | 2000年3月3日   | w:Nuclear Strike 64 | THQ                                                         | |                          |
| 未発売         | 1999年11月30日 | 2000年4月2日   | w:Disney/Pixar's Toy Story 2: Buzz Lightyear to the Rescue!                                                                   | Disney Interactive Activision                               | アニメ映画『トイ・ストーリー2』関連作品 |                          |
| 未発売         | 1999年11月30日 | 未発売         | w:Elmo's Number Journey | NewKidCo                                                    | | [ 68 ]                   |
| 未発売         | 1999年11月30日 | 未発売         | w:Space Invaders | Taito Activision                                            | | [ 133 ]                  |
| 未発売         | 1999年12月5日  | 1999年10月22日 | w:Carmageddon 64 | Titus SoftwareNA Sales Curve InteractivePAL                 | |                          |
| 未発売         | 1999年12月9日  | 1999年12月17日 | w:Armorines: Project S.W.A.R.M.                                                                                               | Acclaim Entertainment                                       | | [ 124 ]                  |
| 未発売         | 1999年12月14日 | 1999年12月17日 | w:Xena: Warrior Princess - The Talisman of Fate Xena: Warrior PrincessPAL                                                     | Titus Software                                              | 同名テレビドラマのゲーム化 | [ 134 ]                  |
| 未発売         | 1999年12月14日 | 未発売         | w:Asteroids Hyper 64 | Crave Entertainment                                         | アーケードゲーム『アステロイド』のリメイク | [ 135 ]                  |
| 未発売         | 1999年12月16日 | 未発売         | w:Bass Masters 2000 | THQ                                                         | | [ 136 ]                  |
| 未発売         | 1999年12月18日 | 未発売         | w:Monopoly | Hasbro Interactive                                          | |                          |
| 未発売         | 1999年12月23日 | 未発売         | w:Brunswick Circuit Pro Bowling                                                                                               | THQ                                                         | |                          |
| 未発売         | 未発売         | 1999年7月2日   | w:F-1 World Grand Prix II | Video System                                                | |                          |
| 未発売         | 未発売         | 1999年8月      | w:Premier Manager 64 | Gremlin Interactive                                         | サッカーを題材とした経営シミュレーションゲーム | [ 137 ]                  |
| 2000年1月28日  | 1999年10月31日 | 2000年2月9日   | バイオハザード2 Resident Evil 2                                                                                               | カプコン Virgin InteractiveEU                               | 同名PlayStation用ソフトの移植版 | [ 138 ] [ 45 ]           |
| 2000年1月28日  | 未発売         | 未発売         | バーチャルプロレス2 ～王道継承～                                                                                              | アスミック・エースエンタテインメント                        | | [ 112 ]                  |
| 2000年2月4日   | 1999年12月3日  | 2000年2月28日  | トップギア・ラリー2 | コトブキシステム                                            | |                          |
| 2000年3月17日  | 2000年3月27日  | 2000年         | トップギア・ハイパーバイク | コトブキシステム                                            | | [ 112 ]                  |
| 2000年3月24日  | 2000年6月26日  | 2001年6月22日  | 星のカービィ64 Kirby 64: The Crystal Shards                                                                                   | 任天堂                                                      | 星のカービィシリーズの1作品 | [ 139 ] [ 69 ]           |
| 2000年3月31日  | 未発売         | 未発売         | 糸井重里のバス釣りNo.1 決定版!                                                                                                | 任天堂                                                      | | [ 60 ]                   |
| 2000年4月7日   | 1999年8月31日  | 1999年12月1日  | ガントレットレジェンド | エポック社 Midway Home EntertainmentNA Midway GamesPAL      | アーケードゲーム『ガントレット』関連作品 | [ 140 ]                  |
| 2000年4月7日   | 2000年7月31日  | 2000年5月26日  | 大刀 DAIKATANA | コトブキシステム                                            | アメリカでは当初レンタル向けとして流通していた | -                        |
| 2000年4月21日  | 未発売         | 未発売         | 井出洋介の麻雀塾 | セタ                                                        | |                          |
| 2000年4月21日  | 未発売         | 未発売         | 忍たま乱太郎64 ゲームギャラリー                                                                                               | カルチャーブレーン                                          | |                          |
| 2000年4月27日  | 2000年10月26日 | 2000年11月17日 | ゼルダの伝説 ムジュラの仮面                                                                                                   | 任天堂                                                      | メモリー拡張パック同梱版あり | [ 53 ] [ 143 ]           |
| 2000年4月28日  | 未発売         | 未発売         | バスラッシュ ～ECOGEAR PowerWorm Championship～                                                                               | ビスコ                                                      | |                          |
| 2000年4月29日  | 未発売         | 未発売         | 実況パワフルプロ野球2000 | コナミ                                                      | |                          |
| 2000年5月26日  | 未発売         | 未発売         | ぬし釣り64 -潮風にのって- | ビクターインタラクティブソフトウェア                        | |                          |
| 2000年6月23日  | 2000年4月30日  | 2001年6月8日   | エキサイトバイク64 | 任天堂                                                      | | [ 144 ]                  |
| 2000年7月13日  | 2000年6月1日   | 2000年9月6日   | がんばれ!ニッポン!オリンピック2000 International Track & Field 2000NA International Track & Field: Summer GamesPAL            | コナミ                                                      | |                          |
| 2000年7月21日  | 2000年8月28日  | 2000年11月3日  | マリオテニス64 Mario Tennis                                                                                                   | 任天堂                                                      | 64GBによる『マリオテニスGB』との連携機能あり | [ 145 ] [ 43 ]           |
| 2000年7月28日  | 未発売         | 未発売         | ドラえもん3 のび太の町SOS! | エポック社                                                  | |                          |
| 2000年8月11日  | 2001年2月5日   | 2001年10月5日  | マリオストーリー Paper Mario                                                                                                  | 任天堂                                                      | 『ペーパーマリオ』シリーズの第1作。 | [ 146 ] [ 53 ]           |
| 2000年9月15日  | 1999年10月31日 | 1999年10月12日 | WWFレッスルマニア2000 | アスミック・エースエンタテインメント THQNA, PAL             | 「バーチャル・プロレス」シリーズの1作品 | [ 69 ] [ 147 ]           |
| 2000年9月27日  | 未発売         | 未発売         | 不思議のダンジョン 風来のシレン2 鬼襲来!シレン城!                                                                             | 任天堂                                                      | 『不思議のダンジョン 風来のシレンGB 月影村の怪物』の続編 | [ 148 ]                  |
| 2000年10月21日 | 2000年5月22日  | 2000年6月30日  | パーフェクトダーク | 任天堂                                                      | 『ゴールデンアイ 007』のシステムを基にしたシューティングゲームで、当初は2000年2月に発売が予定されていた メモリー拡張パック同梱版あり | -                        |
| 2000年11月10日 | 未発売         | 未発売         | カスタムロボV2 | 任天堂                                                      | 『カスタムロボ』の続編 | [ 150 ]                  |
| 2000年11月21日 | 未発売         | 未発売         | 罪と罰 〜地球の継承者〜 Sin and Punishment                                                                                    | 任天堂                                                      | 人類と人工生命体との戦いを描いたアクションシューティング | [ 151 ] [ 43 ]           |
| 2000年11月22日 | 2001年1月10日  | 未発売         | ロックマンDASH 鋼の冒険心 Mega Man 64                                                                                         | カプコン                                                    | 同名作品の移植版 | [ 147 ]                  |
| 2000年11月27日 | 2000年11月20日 | 2001年4月12日  | バンジョーとカズーイの大冒険2 Banjo-Tooie                                                                                     | 任天堂                                                      | | [ 152 ] [ 40 ] [ 153 ]   |
| 2000年11月30日 | 未発売         | 未発売         | DANCE DANCE REVOLUTION ディズニーダンシングミュージアム                                                                       | コナミ                                                      | 『Dance Dance Revolution』シリーズの1作品で、ディズニーキャラクターを題材としている 任天堂スペースワールド2000の時点では2000年12月14日に発売が予定されていた。 | [ 147 ]                  |
| 2000年12月7日  | 2001年5月7日   | 2001年11月16日 | マリオパーティ3 | 任天堂                                                      | | [ 注 29 ]                |
| 2000年12月14日 | 2001年3月26日  | 2001年10月10日 | ポケモンスタジアム金銀 Pokémon Stadium 2                                                                                      | 任天堂                                                      | | [ 43 ]                   |
| 未発売         | 2000年1月31日  | 2000年4月21日  | w:Disney's Tarzan | Activision                                                  | アニメ映画『ターザン』のゲーム化 | [ 68 ]                   |
| 未発売         | 2000年2月1日   | 2000年2月25日  | w:Vigilante 8: 2nd Offense | Activision                                                  | |                          |
| 未発売         | 2000年2月14日  | 2000年7月4日   | Ridge Racer 64 | Nintendo                                                    | 日本では2025年5月16日より『NINTENDO 64 Nintendo Classics』収録ソフトの一つとして配信が開始された。 | [ 69 ] [ 31 ]            |
| 未発売         | 2000年2月17日  | 2000年3月3日   | w:ECW Hardcore Revolution | Acclaim Entertainment                                       | |                          |
| 未発売         | 2000年2月18日  | 2000年5月      | w:NBA In The Zone 2000 | Konami                                                      | |                          |
| 未発売         | 2000年2月28日  | 2000年3月3日   | w:South Park Rally | Acclaim Entertainment                                       | |                          |
| 未発売         | 2000年2月28日  | 2000年9月19日  | w:Jeremy McGrath Supercross 2000                                                                                              | Acclaim Sports                                              | |                          |
| 未発売         | 2000年2月29日  | 2000年3月24日  | w:Tony Hawk's Pro SkaterNA Tony Hawk's SkateboardingPAL                                                                       | Activision                                                  | | [ 注 30 ]                |
| 未発売         | 2000年2月29日  | 2000年5月5日   | w:CyberTiger | Electronic Arts                                             | ゴルフ選手タイガー・ウッズを主題としたゴルフゲーム | [ 154 ]                  |
| 未発売         | 2000年2月29日  | 2000年5月14日  | w:Hydro Thunder | Midway Home EntertainmentNA Midway GamesPAL                 | | [ 155 ]                  |
| 未発売         | 2000年3月30日  | 1999年12月11日 | w:Worms Armageddon | Infogrames                                                  | |                          |
| 未発売         | 2000年3月30日  | 未発売         | w:Battlezone: Rise of the Black Dogs                                                                                          | Crave Entertainment                                         | |                          |
| 未発売         | 2000年3月31日  | 未発売         | w:All-Star Baseball 2001 | Acclaim Sports                                              | | [ 124 ]                  |
| 未発売         | 2000年6月9日   | 未発売         | w:Indy Racing 2000 | Infogrames                                                  | |                          |
| 未発売         | 2000年6月12日  | 未発売         | StarCraft 64 | Nintendo                                                    | 同名作品の移植版。 | [ 156 ]                  |
| 未発売         | 2000年6月15日  | 2000年5月      | PGA European Tour Golf PGA European TourNA                                                                                    | Infogrames                                                  | | [ 157 ]                  |
| 未発売         | 2000年7月19日  | 未発売         | w:Army Men: Air Combat | The 3DO Company                                             | | [ 158 ]                  |
| 未発売         | 2000年8月24日  | 未発売         | w:NFL QB Club 2001 | Acclaim Sports                                              | |                          |
| 未発売         | 2000年8月28日  | 未発売         | w:Madden NFL 2001 | EA Sports                                                   | |                          |
| 未発売         | 2000年9月6日   | 2000年9月8日   | w:Turok 3: Shadow of Oblivion                                                                                                 | Acclaim Entertainment                                       | 日本では2023年11月30日にXbox OneとXbox Series X/S用リマスタータイトル『Turok 3: Shadow of Oblivion Remastered』としてNightdive Studiosから発売。 | [ 159 ]                  |
| 未発売         | 2000年9月7日   | 2000年11月17日 | w:San Francisco Rush 2049 | Midway Home EntertainmentNA Midway GamesPAL                 | 同名アーケードゲームの移植版 | [ 69 ]                   |
| 未発売         | 2000年9月12日  | 2000年4月21日  | w:Rat Attack! | Mindscape                                                   | | [ 注 27 ]                |
| 未発売         | 2000年9月14日  | 未発売         | w:NFL Blitz 2001 | Midway Home Entertainment                                   | |                          |
| 未発売         | 2000年9月16日  | 2000年10月27日 | w:Duck Dodgers Starring Daffy Duck Daffy Duck Starring As Duck DodgersPAL                                                     | Infogrames                                                  | 『ルーニー・テューンズ』の短編アニメーション「ダフィー・ウォーズ」のゲーム化 | [ 92 ]                   |
| 未発売         | 2000年9月25日  | 2001年3月2日   | w:Pokémon Puzzle League | Nintendo                                                    | 『パネルでポン』の移植版。 |                          |
| 未発売         | 2000年9月26日  | 未発売         | w:Army Men: Sarge's Heroes 2                                                                                                  | The 3DO Company                                             | | [ 135 ]                  |
| 未発売         | 2000年9月28日  | 2000年12月8日  | w:Power Rangers Lightspeed Rescue                                                                                             | THQ                                                         | 同名テレビ番組のゲーム化であり、パワーレンジャーシリーズにおける初の3Dゲーム | [ 160 ]                  |
| 未発売         | 2000年10月1日  | 未発売         | w:Stunt Racer 64 | Midway Home Entertainment                                   | | [ 103 ]                  |
| 未発売         | 2000年10月16日 | 未発売         | w:Cruis'n Exotica | Midway Home Entertainment                                   | |                          |
| 未発売         | 2000年10月17日 | 2000年12月8日  | w:The World Is Not Enough | Electronic Arts                                             | 4Gamer.netのジャンクハンター吉田によると、日本では前作に相当するPlayStation用ソフト『007: Tomorrow Never Dies』の売れ行きが思わしくなかったため、本作も発売されなかったとされる。 | [ 161 ] [ 162 ]          |
| 未発売         | 2000年11月1日  | 2001年4月6日   | w:Tigger's Honey Hunt | NewKidCoNA Ubi SoftPAL                                      | |                          |
| 未発売         | 2000年11月9日  | 2000年11月10日 | w:Michael Owen's WLS 2000UK RTL World League Soccer 2000GER Telefoot Soccer 2000FRA Mia Hamm Soccer 64NA                      | THQ                                                         | | [ 注 27 ]                |
| 未発売         | 2000年11月12日 | 2000年8月12日  | w:Tom and Jerry in Fists of Furry                                                                                             | NewKidCoNA Ubi SoftPAL                                      | |                          |
| 未発売         | 2000年11月12日 | 2001年3月30日  | w:Rugrats in Paris: The Movie                                                                                                 | THQ                                                         | アニメ映画『ラグラッツのパリ探検隊』のゲーム化 | [ 68 ]                   |
| 未発売         | 2000年11月12日 | 未発売         | w:Ms. Pac-Man Maze Madness | Namco                                                       | |                          |
| 未発売         | 2000年11月13日 | 未発売         | w:Ready 2 Rumble Boxing: Round 2                                                                                              | Midway Home Entertainment                                   | |                          |
| 未発売         | 2000年11月14日 | 未発売         | w:Midway's Greatest Arcade Hits: Volume 1                                                                                     | Midway Home Entertainment                                   | 『ディフェンダー』をはじめとするアーケードゲームを収録したオムニバス作品 | [ 163 ]                  |
| 未発売         | 2000年11月16日 | 2000年10月13日 | w:Hercules: The Legendary Journeys                                                                                            | Titus Software                                              | |                          |
| 未発売         | 2000年11月17日 | 2000年10月13日 | w:Blues Brothers 2000 | Titus Software                                              | 映画『ブルース・ブラザース2000』のゲーム化 | [ 92 ]                   |
| 未発売         | 2000年11月17日 | 2000年12月15日 | w:WWF No Mercy | THQ                                                         | | [ 43 ]                   |
| 未発売         | 2000年11月21日 | 未発売         | w:Spider-Man | Activision                                                  | 日本ではPlayStation用ソフト『スパイダーマン』として発売された。 | [ 164 ]                  |
| 未発売         | 2000年11月30日 | 2001年3月30日  | w:Scooby-Doo! Classic Creep Capers                                                                                            | THQ                                                         | |                          |
| 未発売         | 2000年12月12日 | 未発売         | w:WCW Backstage Assault | Electronic Arts                                             | | [ 165 ]                  |
| 未発売         | 2000年12月13日 | 2001年1月19日  | w:Batman Beyond: Return of the Joker Batman of the Future: Return of the JokerPAL                                             | Ubi Soft                                                    | テレビアニメ『バットマン・ザ・フューチャー 蘇ったジョーカー』を題材としたベルトスクロールアクションゲーム | -                        |
| 未発売         | 2000年12月15日 | 未発売         | w:Indiana Jones and the Infernal Machine                                                                                      | LucasArts                                                   | |                          |
| 未発売         | 2000年12月18日 | 2001年3月30日  | w:Star Wars Episode I: Battle for Naboo                                                                                       | LucasArtsNA THQPAL                                          | |                          |
| 未発売         | 2000年12月20日 | 2000年12月8日  | Disney's Donald Duck: Quack Attack w:Disney's Donald Duck: Goin' QuackersNA                                                   | Ubi Soft                                                    | |                          |
| 未発売         | 2000年12月27日 | 未発売         | w:Polaris SnoCross | Vatical Entertainment                                       | |                          |
| 未発売         | 未発売         | 2000年8月1日   | w:Taz Express | Infogrames                                                  | 『ルーニー・テューンズ』のキャラクター、タズマニアン・デビルを主題としたアクションゲーム | [ 92 ]                   |
| 未発売         | 未発売         | 2000年12月8日  | w:F1 Racing Championship | Video System                                                | |                          |
| 2001年1月21日  | 2000年11月13日 | 2000年12月1日  | ミッキーのレーシングチャレンジUSA Mickey's Speedway USA                                                                       | 任天堂                                                      | ミッキーマウスを主役としたレースゲームで、『ディディーコングレーシング』のエンジンが用いられている。 振動パック対応 | [ 167 ] [ 168 ]          |
| 2001年3月29日  | 未発売         | 未発売         | 実況パワフルプロ野球Basic版2001                                                                                               | コナミ                                                      | |                          |
| 2001年4月6日   | 未発売         | 未発売         | ハムスター物語64 | カルチャーブレーン                                          | |                          |
| 2001年4月14日  | 未発売         | 未発売         | どうぶつの森 | 任天堂                                                      | コントローラパック同梱版あり | [ 169 ]                  |
| 2001年8月10日  | 未発売         | 未発売         | ダービースタリオン64 | メディアファクトリー                                        | |                          |
| 2001年12月20日 | 未発売         | 未発売         | ボンバーマン64 | ハドソン                                                    | | [ 170 ]                  |
| 未発売         | 2001年3月5日   | 2001年4月13日  | w:Conker's Bad Fur Day | RareNA THQPAL                                               | 元々はファミリー向けに『Twelve Tales: Conker 64』として発売する予定だったが、開発方針を変更し、『Conker's Bad Fur Day』として日本国外向けに発売。 なお、日本では『コンカーズクエスト』として任天堂から発売される予定だったが、実現しなかった。 日本では2015年8月6日にXbox One用オムニバスタイトル『Rare Replay』としてXbox Game Studiosから発売。 | [ 21 ] [ 注 31 ]         |
| 未発売         | 2001年3月14日  | 2001年8月3日   | w:Aidyn Chronicles: The First Mage                                                                                            | THQ                                                         | | [ 171 ]                  |
| 未発売         | 2001年4月8日   | 未発売         | w:Dr. Mario 64 | Nintendo                                                    | |                          |
| 未発売         | 2001年8月21日  | 2001年10月12日 | w:Tony Hawk's Pro Skater 2 | Activision                                                  | | [ 45 ]                   |
| 未発売         | 2001年9月12日  | 未発売         | w:Madden NFL 2002 | EA Sports                                                   | |                          |
| 未発売         | 2001年10月14日 | 未発売         | w:The Powerpuff Girls: Chemical X-Traction                                                                                    | BAM! Entertainment                                          | テレビアニメ『パワーパフガールズ』のゲーム化 | [ 172 ]                  |
| 未発売         | 2001年11月27日 | 未発売         | w:Razor Freestyle Scooter | Crave Entertainment                                         | |                          |
| 未発売         | 2001年11月28日 | 未発売         | w:NFL Blitz Special Edition                                                                                                   | Midway Home Entertainment                                   | |                          |
| 未発売         | 2002年8月20日  | 未発売         | w:Tony Hawk's Pro Skater 3 | Activision                                                  | 北米における最後のNINTENDO 64用ソフト | [ 173 ]                  |

## 発売された64DDのタイトル
| 発売日         | 作品名                                      | 発売元               | 備考                                                           |
| -------------- | ------------------------------------------- | -------------------- | -------------------------------------------------------------- |
| 1999年12月11日 | 巨人のドシン1                               | ランドネットDD       |                                                                |
| 1999年12月11日 | マリオアーティスト ペイントスタジオ         | ランドネットDD       | NINTENDO 64マウス同梱                                          |
| 2000年2月23日  | シムシティー64                              | 任天堂               |                                                                |
| 2000年2月23日  | マリオアーティスト タレントスタジオ         | 任天堂               | NINTENDO 64マイク、キャプチャーカセット同梱                    |
| 2000年2月23日  | ランドネットディスク                        | ランドネットDD       |                                                                |
| 2000年4月21日  | F-ZERO X エクスパンションキット             | 任天堂               | 『エフゼロX』                                                  |
| 2000年5月2日   | 日本プロゴルフツアー64                      | メディアファクトリー |                                                                |
| 2000年5月17日  | 巨人のドシン解放戦線チビッコチッコ大集合    | ランドネットDD       | 『巨人のドシン』の補助ディスクであり、通販でのみ入手可能だった |
| 2000年6月29日  | マリオアーティスト コミュニケーションキット | ランドネットDD       |                                                                |
| 2000年8月29日  | マリオアーティスト ポリゴンスタジオ         | ランドネットDD       |                                                                |

## 発売されなかったタイトル
| 作品名                                            | 発売元                               | 規格                 | 備考 |
| ------------------------------------------------- | ------------------------------------ | -------------------- | --- |
| エフ FLYING HUNTERS                               | アクレイムジャパン                   | ROMカートリッジ      | |
| レッキンボールズ                                  | アクレイムジャパン                   | ROMカートリッジ      | |
| On&Off Racing                                     | イマジニア                           | ROMカートリッジ      | 『マルチレーシングチャンピオンシップ』の続編になる予定だった。 |
| ウルトラベースボール64 実名版                     | カルチャーブレーン                   | ROMカートリッジ      | |
| 走れ!ボクの馬                                     | カルチャーブレーン                   | ROMカートリッジ      | |
| ロボレス                                          | カルチャーブレーン                   | ROMカートリッジ      | |
| ブレードアンドバレル                              | ケムコ                               | ROMカートリッジ      | ヘリコプターを題材としたマルチプレイ対応ゲームになる予定だった |
| NHL BLADES OF STEEL                               | コナミ                               | ROMカートリッジ      | PlayStation版のみ発売。日本国外においては雑誌『ゲーム・インフォーマー』に評価用のサンプルが送られており、同誌では性能上の問題が指摘されていた |
| サイレントサマーストーリー                        | コナミ                               | ROMカートリッジ      | |
| 実況ゴルフトーナメント’97                         | コナミ                               | ROMカートリッジ      | |
| 実戦パチスロ必勝法                                | サミー                               | ROMカートリッジ      | |
| VIEW POINT2064                                    | サミー                               | ROMカートリッジ      | ネオジオ用ソフト『ビューポイント』の続編になる予定だった。2015年、プロトタイプ版がオークションに出品された。 |
| スーパーブラックバス64                            | スターフィッシュ                     | ROMカートリッジ      | |
| 雷のごとく 超高速囲碁                             | セタ                                 | ROMカートリッジ      | |
| レブ・リミット                                    | セタ                                 | ROMカートリッジ      | 任天堂スペースワールド’97出展時点では1998年5月に発売される予定だった。 発売元であるセタの倒産により発売中止となった。 |
| スーパーマン                                      | タイトー                             | ROMカートリッジ      | |
| Cu-On-Pa                                          | T&Eソフト                            | ROMカートリッジ      | 雑誌「Next Generation 」29号に掲載された時点では、1997年第2四半期に日本で発売される予定だった。最終的にスーパーファミコン用ソフトとして発売された。 |
| 超時空要塞マクロス Another Dimension              | トミー                               | ROMカートリッジ      | |
| キャバリーバトル2000                              | 日本システムサムライ                 | ROMカートリッジ      | |
| エターナルダークネス                              | 任天堂                               | ROMカートリッジ      | ニンテンドーゲームキューブに移行。 |
| エコーデルタ                                      | 任天堂                               | ROMカートリッジ      | マリーガルプロジェクトの作品として、ゲームクリエイター平林久和とクレバートリックが開発しており、任天堂スペースワールド2000にもプレイアブル出展されていた。また、同イベント出展時点では、2000年12月に発売が予定されていた。 2006年夏、eBayにてプロトタイプとみられるカートリッジが出品されていた。 |
| NBAバスケットボール                               | 任天堂                               | ROMカートリッジ      | NBAの選手たちが実名で登場するバスケットボールゲームであり、任天堂スペースワールド’97出展時点では1998年7月に発売される予定だった。 |
| カービィのエアライド（64）                        | 任天堂                               | ROMカートリッジ      | ニンテンドーゲームキューブに移行 |
| カービィボウル64                                  | 任天堂                               | ROMカートリッジ      | |
| キャベツ                                          | 任天堂                               | ROMカートリッジ→64DD | 漫画家・山田孝太郎が雑誌「ニンテンドードリーム」での座談会で語ったところによると、雑誌に画面の写真が掲載されることはなかったという。 |
| キラーインスティンクト                            | 任天堂                               | ROMカートリッジ      | 元々はNINTENDO 64のローンチタイトルとして予定されていたが、最終的にスーパーファミコン用ソフトとして日本国外で発売された。 |
| クライマー（仮題）                                | 任天堂                               | ROMカートリッジ      | |
| クリエイター（仮題）                              | 任天堂                               | ROMカートリッジ      | 『マリオアーティスト ペイントスタジオ』に吸収 |
| ジャングル大帝                                    | 任天堂                               | ROMカートリッジ      | 同名漫画のゲーム化作品。 |
| スリッ駆ラジッ駆                                  | 任天堂                               | ROMカートリッジ      | ラジコンカーを題材としたレースゲームで、1999年10月下旬に発売が予定されていた。当初は「ミニレーサーズ」という題名だったが、のちに「スリッ駆ラジッ駆」に改名した。 |
| ダイナソープラネット                              | 任天堂                               | ROMカートリッジ      | 元々は新規IPとして発売される予定だったが、開発の長期化に伴いゲームキューブに移行し、『スターフォックスアドベンチャー』として発売された。 |
| パイロットウイングス64 2                          | 任天堂                               | ROMカートリッジ      | |
| バキーブギー                                      | 任天堂                               | ROMカートリッジ      | 『マリオアーティスト ポリゴンスタジオ』に吸収。 |
| ファミコンウォーズ64                              | 任天堂                               | ROMカートリッジ      | |
| パネルでポン64                                    | 任天堂                               | ROMカートリッジ      | |
| MOTHER 3                                          | 任天堂                               | ROMカートリッジ→64DD | 元々はROMカートリッジ用ソフト「MOTHER 3 キマイラの森」として発売される予定だったが、のちに「MOTHER3 奇怪生物の森」という題名に変更された。 その後64DDに移行し、題名も「MOTHER 3 豚王の最期」に変更された。また、日本国外の雑誌では「Earthbound 64（MOTHER 3）」として紹介されていた。 諸事情により開発中止となったのち、最終的にゲームボーイアドバンス用ソフト『MOTHER3』として発売された。                                                                   |
| メトロイド64                                      | 任天堂                               | ROMカートリッジ      | メトロイドシリーズの中心人物である坂本賀勇は、NINTENDO 64向けにメトロイドのタイトルを出さなかった理由として、「物語が『スーパーメトロイド』で一応完結していること」「自分のいる開発第一部は携帯ゲーム機の部署であり、（据え置き機である）NINTENDO 64の開発は厳しいこと」「ライセンシーからのオファーもあったが、良い形でまとまらなかったこと」「『メトロイド』はリアリティが求められるため、NINTENDO 64での表現力ではやや無理があったこと」などを挙げている。 |
| 金田一少年の事件簿                                | ハドソン                             | ROMカートリッジ      | |
| 64ウォーズ                                        | ハドソン                             | ROMカートリッジ      | 1999年11月下旬に発売が予定されていた。また、『ゲームボーイウォーズ2』との連動も予定されていた。 |
| フライトシミュレーター（仮題）                    | ビデオシステム                       | ROMカートリッジ      | |
| ちゃんばらファイター                              | ボトムアップ                         | ROMカートリッジ      | |
| 現代大戦略 Ultimate War（ROM版）                  | メディアファクトリー                 | ROMカートリッジ      | 任天堂スペースワールド2000出展時点では2000年秋に発売が予定されていた。 |
| ドラゴンクエスト64                                | エニックス                           | ROMカートリッジ      | |
| 40 Winks                                          | ピコインタラクティブ                 | ROMカートリッジ      | 同名PlayStation用ソフトの移植版。開発元であるGT Interactiveが資金難に陥り、完成直前で発売中止となった。 2018年、任天堂の非公認ソフトとして復刻することを目的にクラウドファンディングが行われた。 |
| Addams Family Pinball                             | GT Interactive                       | ROMカートリッジ      | 同名ピンボール作品のデジタルゲーム化になる予定だった |
| 大河原源五郎一家                                  | 不明                                 | ROMカートリッジ      | 開発用ROMカセットが流出。 大阪のゲームショップ「ゲーム探偵団」所有。 |
| Deadly Honor                                      |                                      | ROMカートリッジ      | アクション俳優スティーブン・セガールを題材としたアクションゲームであり、開発はTecMagikが担当した。日本国外向けに発売される予定だったが、ベータ版の段階でお蔵入りとなった |
| Roto Gunners                                      |                                      | ROMカートリッジ      | TecMagikによるヘリコプターもののアクションゲーム。1997年に発表され、1998年に発売される予定だった |
| en:Beetle Adventure Racing 2 / Adventure Racing 2 | エレクトロニック・アーツ             | ROMカートリッジ      | 『ビートルアドベンチャーレーシング』の続編となる予定だった |
| BattleSport 2 / BioSwarm                          | 3DO                                  | ROMカートリッジ      | en:BattleSport (1997) の続編になる予定だった |
| Caesars Palace 64                                 | Crave Entertainment                  | ROMカートリッジ      | カジノを題材としたゲームになる予定だった。 |
| Dream                                             |                                      | ROMカートリッジ      | 元々はスーパーファミコン用ソフトになる予定だったが、開発途中でNINTENDO 64が発表されたため、そちらに移行した。 その後、開発方針が変わり、最終的には『バンジョーとカズーイの大冒険』として発売され、要素の一部は『バンジョーとカズーイの大冒険2』に引き継がれた。 2023年、開発元であるレアの共同創業者Tim Stamperによって、1996年のスペースワールドで展示された時のものと思われるビデオ映像が公開された。                                                       |
| en:Animaniacs: Ten Pin Alley                      | ASC Games                            | ROMカートリッジ      | テレビアニメ『アニマニアクス』を題材としたボウリングゲームである、同名PlayStation用ソフトの移植版として発売される予定だった |
| 飛龍の拳スタジアムDD・SDバージョン                | カルチャーブレーン                   | 64DD                 | |
| 飛龍の拳スタジアムDD・リアルバージョン            | カルチャーブレーン                   | 64DD                 | |
| デザエモンDD                                      | アテナ                               | 64DD                 | |
| シムコプター64                                    | エレクトロニック・アーツ・スクウェア | 64DD                 | 同名のPC用ゲームの移植版。 2022年にある個人が開発途中のバージョンを入手したことを報告する。 |
| バイオハザード0                                   | カプコン                             | 64DD→ROMカートリッジ | 64DDの発表と共に開発を開始したのちROMカートリッジ向けタイトルに方針転換され、最終的にゲームキューブへ移行した。 |
| トップギア・ハイパーバイク                        | ケムコ                               | 64DD                 | |
| トップギア・ラリー2                               | ケムコ                               | 64DD                 | |
| DT BLOODMASTERS                                   | ゲームスタジオ                       | 64DD                 | ゲームボーイ用ソフト『DT Lords of Genomes』と連動させる予定だったが、ランドネットのサービス終了に伴い開発を打ち切った。なお、『DT Lords of Genomes』は内容を変更して発売された。 |
| 井出洋介の麻雀塾                                  | セタ                                 | 64DD                 | 任天堂スペースワールド'99出展の時点では発売元は未定とされていた一方、1999年12月に発売される予定だった。 |
| 将棋                                              | セタ                                 | 64DD                 | |
| ウォール街                                        | 任天堂                               | 64DD                 | 1999年6月、リクルートと任天堂による合同事業を発表した際に言及。 |
| ウルトラドンキーコング                            | 任天堂                               | 64DD                 | ROMカートリッジで「ドンキーコング64」として発売。 |
| スーパーマリオ64 2                                | 任天堂                               | 64DD                 | |
| スーパーマリオRPG-2                               | 任天堂                               | 64DD                 | ROMカートリッジで「マリオストーリー」として発売。 |
| ゼルダの伝説64                                    | 任天堂                               | 64DD                 | ROMカートリッジで「ゼルダの伝説 時のオカリナ」として発売。 |
| ゼルダの伝説DD                                    | 任天堂                               | 64DD                 | 『ゼルダの伝説 時のオカリナ』の拡張ディスク（裏ゼルダ）として発売される予定だった。 ニンテンドーゲームキューブ版『ゼルダの伝説 時のオカリナ』と 3DS版『ゼルダの伝説 時のオカリナ3D』に裏ゼルダとして収録。 2020年の「ニンテンドー・ギガリーク」にて開発時のデータが見つかった。 |
| どうぶつの森                                      | 任天堂                               | 64DD                 | ROMカートリッジに移行 |
| 動物番長                                          | 任天堂                               | 64DD                 | ニンテンドーゲームキューブに移行 |
| ファイアーエムブレム64                            | 任天堂                               | 64DD                 | ゲームボーイアドバンスに移行し、『ファイアーエムブレム 封印の剣』として発売。 |
| ポケットモンスター64                              | 任天堂                               | 64DD                 | ROMカートリッジで『ポケモンスタジアム』として発売。 |
| ポケモンでパネポン金銀                            | 任天堂                               | 64DD                 | ゲームボーイカラーに移行し、『ポケモンでパネポン』として発売。 |
| バンジョーとカズーイの大冒険3                     | 任天堂                               | 64DD                 | Xbox 360移行し、『バンジョーとカズーイの大冒険 ガレージ大作戦』として発売。 |
| Dr.Mario 64                                       | 任天堂                               | 64DD                 | ニンテンドーゲームキューブに移行し、『NINTENDOパズルコレクション』として発売。 |
| マリオアーティスト サウンドメーカー               | 任天堂                               | 64DD                 | |
| マリオペイント64                                  | 任天堂                               | 64DD                 | |
| オリエンタルブルー 青の天外                       | 任天堂                               | 64DD                 | 天外シリーズの一つで、ゲームボーイアドバンスに移行した |
| TEO -64DD版-                                      | ハドソン/富士通                      | 64DD                 | |
| ダービースタリオン                                | パリティビット                       | 64DD                 | |
| マリオネットファイター                            | ボトムアップ                         | 64DD                 | |
| ファイナルファンタジーVII                         | スクウェア                           | 64DD                 | PlayStationに移行。 |
| ドラゴンクエストVII エデンの戦士たち              | エニックス                           | 64DD                 | PlayStationに移行。 |
| グラフィカルメッセージメーカー                    | 未定                                 | 64DD                 | 1999年6月、リクルートと任天堂による合同事業を発表した際に言及。 |
| ゲームメーカー                                    | 未定                                 | 64DD                 | 1999年6月、リクルートと任天堂による合同事業を発表した際に言及。 |
| 現代大戦略 Ultimate War（DD版）                   | 未定                                 | 64DD                 | 任天堂スペースワールド'99に出展された時点では任天堂から発売される予定だった 。 |
| サウンドメーカー                                  | 未定                                 | 64DD                 | サンプル音源を基に音楽を作り上げるソフトで、 1999年6月にリクルートと任天堂による合同事業を発表した際に言及。 |
| DDシーケンサー                                    | 未定                                 | 64DD                 | |
| ビデオジョッキーメーカー                          | 未定                                 | 64DD                 | 静止画像を組み合わせて振り付けを作る為のソフトで、 1999年6月にリクルートと任天堂による合同事業を発表した際に言及。 |